# Провинции Кореи
Эта статья описывает историческую эволюцию корейских провинций (до или то; кор. 도?, 道?). Для получения детальной информации по текущему административно-территориальному делению Кореи, см. Административное деление КНДР и Административное деление Республики Корея.
Провинции (до) были основной административно-территориальной единицей Кореи начиная с периода правления династии Корё в начале XI в, им предшествовало деление страны на чу и мок, берущее начало в периоде государства Силла, поздний VII век.

## История
В течение периода государства Силла (668—935 н. э.), Корея была поделена на девять чу (주; 州). Слово «чу» пришло из китайского языка, в котором оно обозначало провинцию. В древней Корее это слово означало как провинции государства, так и столицы провинций.
После того как Корё завоевало Силлу и Пэкче в 935 и 936 годах соответственно, новое королевство "было поделено на один королевский район (кинэ; 기내; 畿內) и двенадцать административных районов (мок; 목; 牧), которые впоследствии были переразделены на десять провинций (до). В 1009 году страна была вновь переразделена, на это раз на один королевский район, пять провинций и два района (ке; 계; 界). Название до было позаимствовано из китайского.
В 1392 страной стала управлять династия Чосон и в 1413 году страна вновь была переразделена на 8 провинций. Границы провинций в общем совпадали с географическими и диалектическими регионами Кореи. Сейчас они известны под названием Восьми Провинций (пхальдо). В 1895 году, после реформы Кабо, страна была разделена на 23 района (бу; 부; 府), которые в уже в следующем году были заменены на 13 провинций.
Тринадцать провинций 1896 года включали три из восьми провинций пхальдо, остальные были поделены на северную и южную части (пукто (북도; 北道) и намдо (남도; 南道) соответственно). Тринадцать провинций оставались неизменными в течение всего времени владычества Японии над Кореей.
После капитуляции Японии и получения Кореей независимости в 1945 году, Корейский полуостров был поделен на северную и южную зоны. В результате три провинции—Хванхэдо, Кёнгидо, и Канвондо — были разделены на зоны управления СССР и США.
Города особого статуса Кореи Сеул и Пхеньян были образованы в 1946 году. С 1946 по 1954 годы возникло пять новых провинций: Чеджудо в Южной Корее, Хванхэ-Пукто, Хванхэ-Намдо, Чагандо и Янгандо в Северной Корее.
С 1954 года границы провинций КНДР и Республики Корея остались неизменными. В обеих странах возникли новые города и специальные административно-территориальные единицы.

## Провинции государства Силла
В 660 году государство Силла, располагавшееся на юго-востоке Корейского полуострова завоевало другое корейское государство Пэкче, а в 668 году Силла завоевало Когурё на севере с помощью китайской династии Тан. Сначала большая часть Корейского полуострова была под единым началом. Северная граница Силла проходила через южный Когурё, от реки Тэдонган (протекающей через современный Пхеньян) на западе до Вонсана в современной провинции Канвондо на востоке. В 721 году Силла укрепило свою северную границу с Бохай (заменившему Когурё на севере), построив стену между Пхеньяном и Вонсаном.
Столицей страны стал Кымсон (современный Кёнджу), а наиболее крупными городами: Кымгвангён (Кимхэ), Намвонгён, Совонгён (Чхонджу), Чонвонгён (Чхонджу), и Пуквонгён (Вонджу).
Страна была поделена на 9 провинций (чу или джу): 3 на территории бывшего Силла, и три на территории остальных из трех государств.
Список провинций.
| Государство | Провинция | Хангыль | Ханча | Столица       | Современный эквивалент            |
| Силла       | Янджу     | 양주    | 揚州  | Янджу         | Восточная Кёнсан-Намдо            |
| Силла       | Канджу    | 강주    | 康州  | Канджу        | Западная Кёнсан-Намдо             |
| Силла       | Санджу    | 상주    | 尙州  | Санджу        | Западная Кёнсан-Пукто             |
| Пэкче       | Муджу     | 무주    | 武州  | Муджу         | Чолла-Намдо                       |
| Пэкче       | Чонджу    | 전주    | 全州  | Чонджу        | Чолла-Пукто                       |
| Пэкче       | Унджу     | 웅주    | 熊州  | Конджу        | Чхунчхон-Намдо                    |
| Когурё      | Ханджу    | 한주    | 漢州  | Ханджу (Сеул) | Чхунчхон-Пукто, Кёнгидо, Хванхэдо |
| Когурё      | Сакчу     | 삭주    | 朔州  | Сакчу         | Западная Канвондо                 |
| Когурё      | Мёнджу    | 명주    | 溟州  | Мёнджу        | Восточная Канвондо                |

## Провинции Когурё
В 892 году, Кён Хвон основал королевство, известное сейчас как Позднее Пэкче в юго-западной части Силла, и в 918 году, король Вангон основал королевство Корё на северо-западе со столицей в городе Сонак (современный Кэсон). В 935 году Корё захватило остатки Силла и в 936-м завоевало Позднее Пэкче. Сонак сильно разросся и был переименован в Кегён. Тэчо расширил территорию королевства, захватив часть земель, принадлежащих Когурё на северо-востоке Корейского полуострова до реки Ялуцзян. Была построена стена от Ялуцзян на северо-западе до Японского моря (Восточного моря) на юго-востоке, на границе Когурё и северо-восточными территориями.
У страны была одна столица (Кегён) и три главных города: Тонгён (современный Кёнджу и бывшая столица Силлы), Намгён (современный Сеул), и Согён (современный Пхеньян).
Изначально страна была разделена на один королевский район (кинэ; 기내; 畿內) вокруг Кегёна и двенадцать административных районов (мок; 목; 牧):
Вскоре двенадцать районов были переразделены на 10 провинций. Кваннэдо включала административные районы Янджу, Хванджу, Кванджу и Хеджу; Чонвондо включала Чхунчхон и Чонджу; Ханамдо заменила Конджу; Каннамдо заменила Чонджу; Йоннамдо заменила Санджу; Саннамдо заменила Чинджу и Хеяндо заменила Наджу и Сонджу; три остальных провинции были: Йондондо, Панбандо, и Песодо.
В 1009 году десять провинций были снова переделены, на этот раз на пять провинций и два округа (ке; 계; 界).

## Провинции Чосон
В 1413 году, Корея (которая в то время называлась Чосон) была разделена на восемь провинций: Чхунчхондо, Канвондо, Кёнгидо, Кёнсандо, Чолладо, Хамгёндо (изначально называемая Йонги), Хванхэдо (изначально называемая Понхе), и Пхёнандо.
В 1895 году Корея была переразделена на 23 района (бу; 부; 府), каждый из которых был назван по имени своей столицы. Однако уже на следующий год система провинций была восстановлена.
В 1896 году, система провинций была восстановлена и пять из них (Чхунчхондо, Кёнсандо, Чолладо, Хамгёндо и Пхёнандо) были разделены на южную и северную провинции(пукто (북도; 北道) и намдо (남도; 南道) соответственно). Это разделение просуществовало до 1945 года.
Тринадцать провинций: Чхунчхон-Пукто и Чхунчхон-Намдо, Канвондо, Кёнгидо, Кёнсан-Пукто и Кёнсан-Намдо, Хамгён-Пукто и Хамгён-Намдо, Хванхэдо, Чолла-Пукто и Чолла-Намдо, и Пхёнан-Пукто и Пхёнан-Намдо.

## Провинции Кореи после разделения 1945 года
В конце Второй мировой войны в 1945 Корея была разделена на зоны оккупации США и СССР. Полуостров был поделен по 38 параллели, причем США контролировали южную часть, тогда как СССР — северную. В 1948 обе зоны стали независимыми странами КНДР и Республикой Корея.
3 провинции — Хванхэдо, Кёнгидо, и Канвондо — были разделены 38-й параллелью.
Сейчас в КНДР 9 провинций: Хамгён-Пукто и Хамгён-Намдо, Янгандо, Чагандо, Хванхэ-Пукто и Хванхэ-Намдо, Канвондо, Пхёнан-Намдо и Пхёнан-Пукто.
В Республике Корея также 9 провинций: Чхунчхон-Пукто и Чхунчхон-Намдо, Канвондо, Кёнгидо, Кёнсан-Пукто и Кёнсан-Намдо, Чеджудо, а также Чолла-Намдо и Чолла-Пукто.